# Crkva sv. Vida na Humu kod Vrbanja
Ostatci rimokatoličke Crkve sv. Vida iz 11. stoljeća nalaze se na uzvisini Humu jugozapadno od Vrbanja na Hvaru.

## Opis
Mala jednobrodna crkva pravokutnog tlocrta s polukružnom apsidom pripada predromaničkoj arhitekturi. Uzdužni zidovi crkve su iznutra raščlanjen s po tri slijepe arkade. Crkva je rađena u pravilnim kvaderima i u pravilnim slojevima. Uzdužni, južni zid crkve porušen je do visine oko pola metra dok je sjeverni uzdužni zid porušen do lukova niša.

## Zaštita
Pod oznakom Z-5158 zavedena je kao nepokretno kulturno dobro - pojedinačno, pravna statusa zaštićena kulturnog dobra, klasificirano kao "sakralne građevine".

## Vanjske poveznice
|  | Zajednički poslužitelj ima još gradiva o temi Crkva sv. Vida na Humu kod Vrbanja |

- Kovačić, Joško. 1993. Spomenici u Vrbanju na Hvaru. O 200. obljetnici posvete župne crkve. Služba Božja: liturgijsko-pastoralna revija. 33 (3): 245–266. ISSN 0037-7074